# Lautariusgrab (Gudensberg)
Das Lautariusgrab von Gudensberg, auch Grab von Gudensberg, ist ein prähistorisches Kulturdenkmal aus der jungsteinzeitlichen Wartberg-Kultur im Stadtwald von Gudensberg in Nordhessen. Die Herkunft des Namens ist ungeklärt.

## Archäologischer Fundplatz
Die prähistorische Anlage – im Möhrchen im Gudensberger Stadtwald – besteht aus einer oberirdisch aufgestellten Grabkammer mit zwei offenen Vorkammern. Die Grabanlage ist in Nordhessen wegen ihrer Form und der rein oberirdischen Errichtung einzigartig. Andere Anlagen der Wartbergkultur sind die Galeriegräber von Züschen und Calden, die teilweise in einen leichten Hang eingetieft oder mit einem Hügel überdeckt wurden. Das Grab hat einen rechteckigen Grundriss, mit einer Länge von 10 m und einer Breite von 5 m. Es wurde vermutlich mit Holz abgedeckt. Die verarbeiteten Steine sind aus Quarzit und Basalt. Der Boden der Grabanlage war gepflastert.
Siedlungen der Wartbergkultur liegen weniger als einen Kilometer entfernt auf dem Gudensberger Bürgel und Güntersberg.

## Archäologische Funde
1932 wurde das Grab von Gero von Merhart, Otto Uenze und W. Kersten vom Hessischen Bodenamt für Kulturdenkmäler freigelegt und untersucht. Dabei wurden nur einige Skelettreste in Form von Knochensplittern, einige Bruchstücke von Tassen und zwei Steinbeil aus Kieselschiefer gefunden. Diese geringe Anzahl von Funden wird mit der oberirdischen Bauweise und dem schnellen Verfall nach der rituellen Nutzung erklärt. Sie macht eine Datierung schwierig, aber man kann davon ausgehen, dass das Grab aus der Zeit um 3500–3000 v. Chr. stammt. Die Fundstücke werden heute im Hessischen Landesmuseum in Kassel aufbewahrt. 
Im Westen befindet sich ein Hügelgrab aus der Zeit um 1300 v. Chr.